# Dictyonema glabratum
Dictyonema glabratum är en lavart som först beskrevs av Kurt Sprengel, och fick sitt nu gällande namn av David Leslie Hawksworth 1988. Dictyonema glabratum ingår i släktet Dictyonema, klassen Agaricomycetes, divisionen basidiesvampar och riket svampar.   Inga underarter finns listade i Catalogue of Life.